# 二乙氨基羟苯甲酰基苯甲酸己酯
二乙基氨基羟基苯甲酰苯甲酸己酯(英語：Diethylamino hydroxybenzoyl hexyl benzoate，INCI名稱)是一種使用於防曬乳中以吸收UVA的有機化合物，由德國化學大廠BASF以Uvinul A Plus為商品名研發上市，它對於波長354奈米的紫外線吸收率最大。
二乙基氨基羟基苯甲酰苯甲酸己酯相對其他防曬劑與美容成分有極佳的相容性及光穩定性。